# 지다유보리 공원
지다유보리 공원(일본어: 次大夫堀公園, じだゆうぼりこうえん)은 도쿄도 세타가야구에 있는 공원이다.
이 공원은 1983년에 개장하였다. 면적은 36,567.24 m2이다.

## 연혁
- 1983년 3월 - 개장

## 찾아가는 길
- 도큐 덴엔토시선·오이마치선 후타코타마가와역에서 버스 환승 (도큐 버스/오다큐 버스 다마07 계통)
- 오다큐 오다와라선 세이죠가쿠엔마에역에서 버스 환승 (도큐 버스/오다큐 버스 다마07 계통)
- 게이오선 조후역에서 버스 환승 (오다큐 버스 다마08 계통)

어느 노선들도 "지다유보리코엔마에(次大夫堀公園前)" 정류장에서 도보 약 2분.

## 개장일 및 개장시간
- 오전 9시 30분 - 오후 4시 30분 개장
- 매주 월요일과 연말연시(12월 28일 - 1월 4일)는 휴장한다. 단, 신정 설날에은 특별히 개장한다. 월요일이 공휴일 및 휴일의 경우는 그 다음 날이 휴장일이다.